# Алан Форд (плавець)
Алан Форд (англ. Alan Ford, 7 грудня 1923 — 3 листопада 2008) — американський плавець.
Призер Олімпійських Ігор 1948 року.